# Entrepôts rouges de Riga

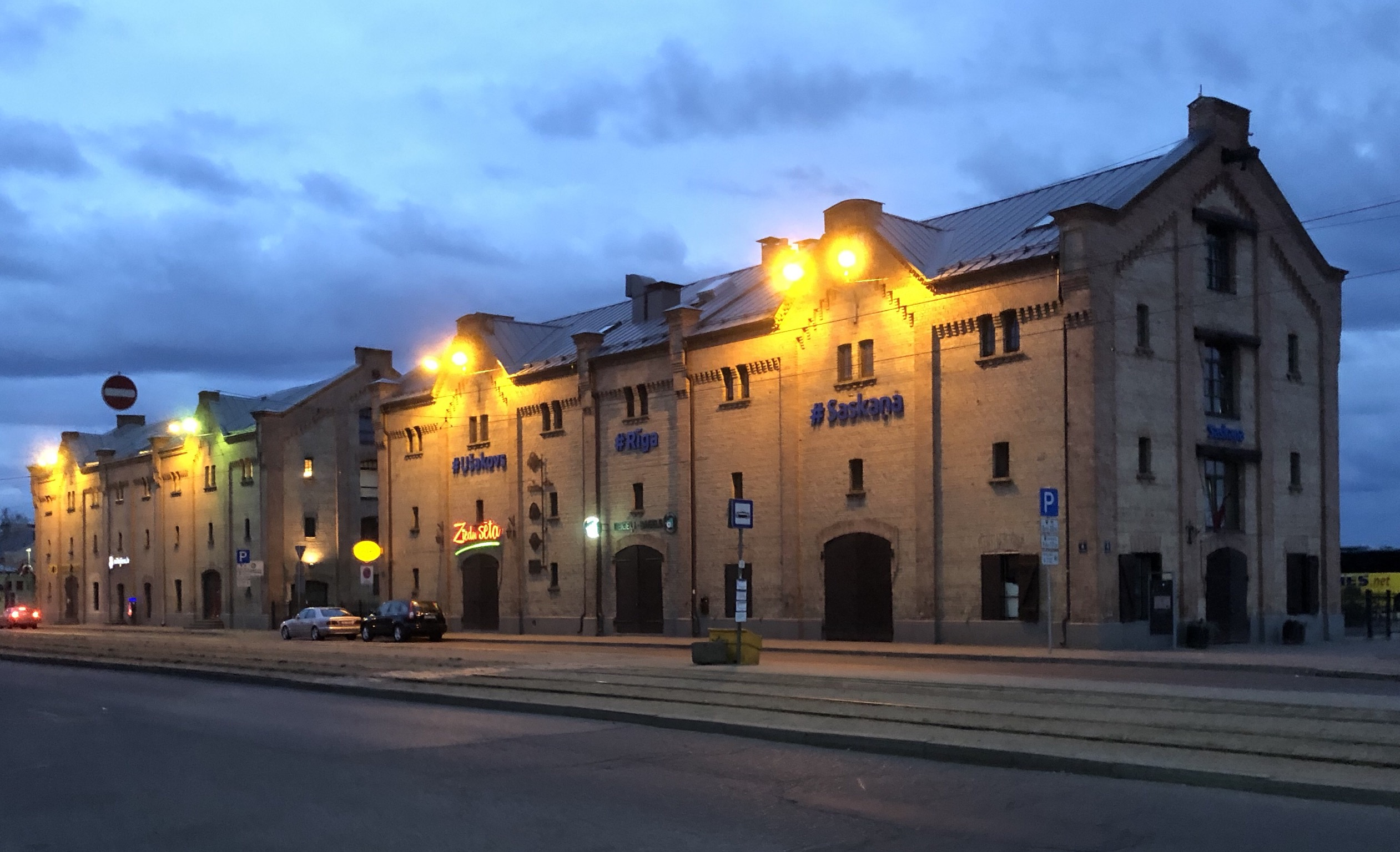
Maskavas iela 4 la nuit, 2018

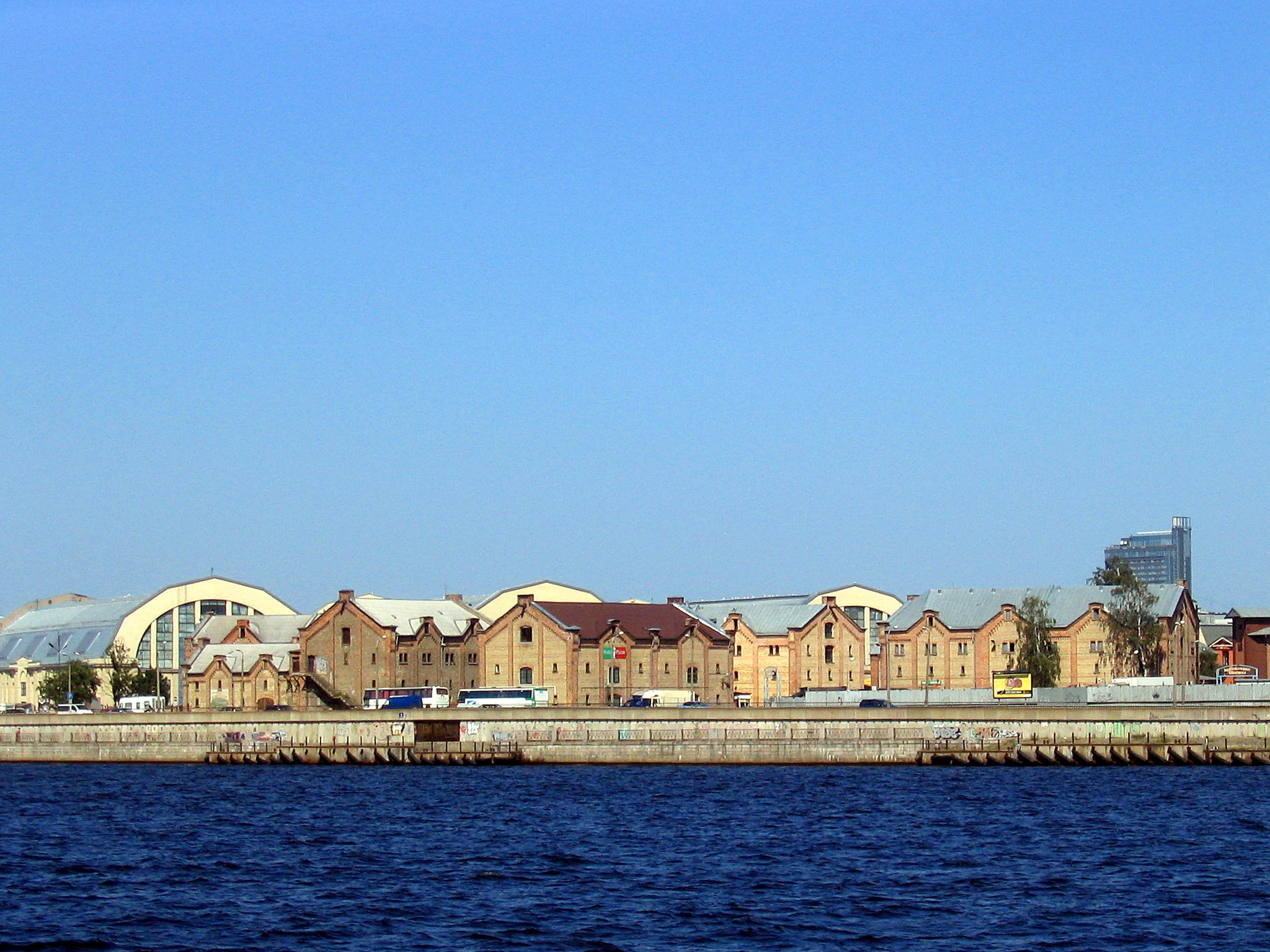
Vue sur la Düna jusqu'au marché central (à gauche) et les Entrepôts rouges (à droite), 2007

Les entrepôts rouges de Riga (en letton : Spīķeru kvartāls Rīgā) sont un complexe immobilier partiellement classé dans la capitale lettone Riga.

## Emplacement
Ils se trouvent près des rives de la Daugava, un peu plus au sud. Au nord se trouve le marché central de Riga.

## Architecture et histoire
Depuis le XIVe siècle, la zone était utilisée pour le transbordement et le stockage de marchandises. Elle était située devant les murs des fortifications de la ville de Riga jusqu'à leur abandon entre 1857 et 1863. Jusqu'alors, seules les maisons en bois étaient autorisées à l'approche des fortifications. Entre 1864 et 1886 un total de 58 entrepôts en briques rouges et jaunes sont construits, dont 13  sont encore conservés aujourd'hui. Ils remplacent les bâtiments en bois qui y étaient exploités depuis 1812. Il y avait des directives pour la conception des maisons : il en résulta principalement des bâtiments de deux ou trois étages en briques rouges dans le style de l'éclectisme. Les caves sont couvertes de voûtes. Les façades sont structurées en rythme avec des pilastres, il y a des corniches fortement soulignées. Les lignes horizontales sont faites de briques jaunes.
Déjà dans la période de 1903 à 1907, les installations de stockage ont perdu de leur importance avec la construction de la nouvelle gare de marchandises de la ville et d'autres installations ferroviaires. Lors d'une attaque de Pavel Bermondt-Avalov sur Riga pendant la guerre civile russe en 1919, les entrepôts rouges ont été détruits. Certains des entrepôts ont ensuite été démolis pour la construction du marché central de Riga, d'autres ont été transformés en bâtiments résidentiels ou également démolis. Certains bâtiments ont conservé leur fonction d'entrepôts.
Pendant la Seconde Guerre mondiale, la région appartenait au ghetto de Riga .
Après que la zone a été incluse dans le site du patrimoine mondial de l'UNESCO, un plan d'occupation des sols a été élaboré avec le soutien important de la ministre lettone de la Culture Helēna Demakova, qui prévoit principalement des utilisations culturelles. D'importants travaux sur la conception des espaces publics ont également suivi. En 2009, le musée d'art Kim a ouvert dans le complexe immobilier. Avec le Dirty Deal Teatro, il y a aussi un théâtre dans le quartier. Le Sinfonietta Riga et le Klangwald sont également situés ici. Le marché nocturne se tient également dans la rue Spīķeru iela (lv).
Depuis le 4 janvier 2010, le complexe immobilier Maskavas iela 4, 6, 10, 12, 14, qui a été construit entre 1879 et 1881, est inscrit au registre des monuments lettons. Les maisons des adresses Spīķeru iela 1, 3, 8, 9 et 10 sont également protégés en tant que monuments individuels.

## Littérature
- Christiane Bauermeister : Riga. Gräfe et Unzer Verlag, Munich 2017,  (ISBN 978-3-8342-2448-4), p.94 s.